# سیارک ۱۰۹۸۲
سیارک ۱۰۹۸۲ (به انگلیسی: 10982 Poerink، نامگذاری:2672T-3) ده هزار و نهصد و هشتاد و دومین سیارک کشف شده‌است که در ۱۱ اکتبر ۱۹۷۷ کشف شد.
قدر مطلق سیارک برابر ۲۵.۷ است.